# Temple de Ptah (Gerf Hussein)
Pour les articles homonymes, voir Temple de Ptah.
Le temple de Ptah de Gerf Hussein est un hémispéos commandé par Ramsès II, situé au sud d'Assouan, en Nubie. Lors de la mise en eau du grand barrage d'Assouan, le site qui comportait deux temples a été submergé.

## Description
Ce temple dédié au dieu Ptah-Taténen, à la déesse Hathor et à Ramsès II divinisé, suit un plan qui fait la synthèse entre le temple de Ouadi es-Séboua, pour sa partie externe en maçonnerie, et le grand temple d'Abou Simbel, pour sa partie creusée dans la falaise.
Orienté est-ouest, il comportait un quai précédant un dromos menant à un premier pylône dont les deux môles étaient aménagés d'escaliers permettant d'accéder à la terrasse qu'ils formaient. Ce pylône d'entrée donnait accès à une cour à ciel ouvert bordée de portiques. Les portiques latéraux de la cour étaient dotés de colosses du roi en position osiriaque et vêtu du costume des vivants, symbole de la renaissance du roi, alors que le portique oriental était composé de quatre colonnes papyriformes dont les deux centrales étaient chapiteaux ouverts. Au nord et au sud des portiques latéraux se trouvaient deux corridors longeant la cour et qui menaient à deux stèles montrant le roi faisant des offrandes aux dieux du sanctuaires.
La cour donnait accès par un escalier au temple intérieur dont la façade sculptée dans la falaise adoptait la forme d'un grand portail orné de reliefs représentant le roi procédant au massacre rituels des ennemis de l'Égypte antique devant les dieux Horus de Bouhen au sud et Horakhty au nord.
Derrière cette façade s'ouvrait une salle dotée de six piliers ornés également de piliers osiriaques du roi, également en costume des vivants, semblables dans leur aspects à ceux d'Abou Simbel. L'un de ces piliers, le mieux conservé, a été prélevé du site et est désormais exposé au Musée de la Nubie de la ville d'Assouan qui réunit les collections d'antiquités découvertes dans la région. Huit niches abritant des statues divines étaient aménagées dans cette salle comme autant de chapelles dans lesquelles Ramsès était entouré des dieux principaux de l'Égypte.
Au-delà de cette salle se développait la zone du sanctuaire avec une antichambre, des salles annexes et le naos qui comportait, réservée dans la roche, une représentation en ronde-bosse de Ptah, Ramsès II, Ptah-Taténen et Hathor.

## Sauvetage
L'hémispéos de Ptah de Gerf Hussein a été exploré de manière méthodique lors de la préparation de la grande campagne de sauvetage des temples de Nubie dans les années 1960. Cette étude a permis d'en faire un relevé complet, apportant tous les éléments nécessaires pour décider du meilleur moyen d'en conserver l'existence.
Alors que nombre d'entre eux ont pu être sauvés, en étant démontés et reconstruits à l'abri des eaux ou littéralement transportés afin d'en sauvegarder les fresques, la fondation de Ramsès en l'honneur de Ptah n'a été que partiellement sauvegardée.
En effet, la roche dans laquelle le temple a été édifié et creusé était trop pulvérulente pour être entièrement préservé. Seuls les éléments constituant l'avant-temple, ainsi que les meilleurs reliefs et groupes statuaires qui ornaient l'ensemble, ont pu être prélevés. Ils ont été remontés récemment sur le site de New Kalabchah, qui réunit un certain nombre des autres édifices ayant pu être sauvés à temps.
Le reste du temple, soit la partie taillée dans le roc de la falaise de l'ancien site de Gerf Hussein, est désormais englouti au fond des eaux du lac de retenue du grand barrage, le lac Nasser.